# Diocese do Rio Grande
A Diocese do Rio Grande (Dioecesis Rivograndensis) é uma diocese da Igreja Católica, situada no município de Rio Grande, no estado do Rio Grande do Sul, tendo sua sede na Catedral de São Pedro. Foi fundada em 27 de maio de 1971, por decreto do Papa Paulo VI.

## História
Em 6 de agosto de 1736, através de uma provisão da Diocese do Rio de Janeiro, surgiu a primeira Paróquia na região que atualmente compreende o território do Rio Grande do Sul. No ano subsequente, em 1737, foi fundada a cidade de Rio Grande. Em 1755, ergueu-se o edifício da Catedral de São Pedro, o qual permanece em operação como a construção mais antiga do Estado.
Inicialmente, a paróquia estava subordinada à Diocese de São Sebastião do Rio de Janeiro. Em 7 de maio de 1848, passou a integrar a recém-criada Diocese de São Pedro do Rio Grande do Sul, em Porto Alegre, e, posteriormente, em 15 de agosto de 1910, à Diocese de Pelotas.
Em 1971, com a instauração da Diocese do Rio Grande, a Matriz ascendeu ao status de Catedral e Dom Frederico Didonet foi nomeado como seu primeiro bispo. Seu sucessor, Dom José Mário Stroeher, hoje bispo emérito da Diocese, foi ordenado em 25 de março de 1983.

## Território
A Diocese abrange 15 paróquias, distribuídas por um território que engloba seis cidades: Rio Grande, Santa Vitória do Palmar, São José do Norte, Mostardas, Tavares e Chuí, com uma população total de 281 mil habitantes. Essa região se estende ao longo da faixa litoral do Rio Grande do Sul, desde o extremo sul até o norte da Lagoa dos Patos. A cidade mais populosa é Rio Grande, com 207 mil habitantes e 12 paróquias. A população da área é notavelmente diversificada, devido à condição de porto de entrada do Estado, compreendendo principalmente as etnias portuguesa e afro-brasileira, mas também com significativa presença de descendentes de alemães, italianos e poloneses.

## Bispos
Ao longo de sua história, a diocese teve três bispos diocesanos:
|        | Nome                | Período   | Notas                              |
| Bispos | Bispos              | Bispos    | Bispos                             |
| ------ | ------------------- | --------- | ---------------------------------- |
| 4º     | Jorge Pierozan      | 2024-     | Atual                              |
| 3º     | Ricardo Hoepers     | 2016-2023 | Nomeado bispo auxiliar de Brasília |
| 2º     | José Mário Stroeher | 1986-2016 | Bispo emérito                      |
| 1º     | Frederico Didonet   | 1971-1986 |                                    |

## Paróquias
A Diocese de Rio Grande compreende as seguintes paróquias:
- Catedral de São Pedro
- Paróquia Nossa Senhora de Fátima
- Paróquia Nossa Senhora do Carmo
- Paróquia Nosso Senhor do Bom Fim
- Paróquia Nossa Senhora da Penha
- Paróquia Sagrada Família (Cassino)
- Paróquia Santo Antônio
- Paróquia São José
- Paróquia São Luiz Rei
- Paróquia Santa Vitória
- Paróquia Nossa Senhora Auxiliadora
- Paróquia Sagrada Família (Cidade)
- Paróquia São José Operário
- Paróquia São Jorge
- Paróquia Santa Teresa
- Paróquia São Judas Tadeu